# 김미영 팀장
김미영 팀장은 대한민국의 불법 대출광고·보이스피싱의 대명사격으로 알려져있는 가상 인물이다.
2011년 대한민국 검찰의 수사로 100억원 상당의 대출을 중개하고 7억7천만원 상당의 중개수수료 이익을 챙겨온 김 모씨가 구속되었다. 김 모씨는 2010년 7월부터 2011년 5월 초까지 무작위로 690만여건의 대출광고 문자메시지를 보냈다. 한편 2014년 대한민국 경찰은 중국에 거점을 두며 '김미영 팀장'이라는 가상 인물을 내세워 대출업체나 수사 기관을 사칭해 543 명으로부터 39억 원을 가로챈 44명을 검거했는데, 피의자들의 진술에 따르면 김미영 팀장을 자처한 42살 박 모씨는 전직 경찰로, 필리핀으로 도피한 것으로 추정된다. 2024년 4월말 필리핀의 한 교도소에서 탈옥했다.